# Опричный двор (общественно-политическая организация)
«Опричный двор» («опричники») — русская национал-радикальная общественно-политическая организация, действовавшая в городе Казани в 1993 – 1994 гг.

## Возникновение

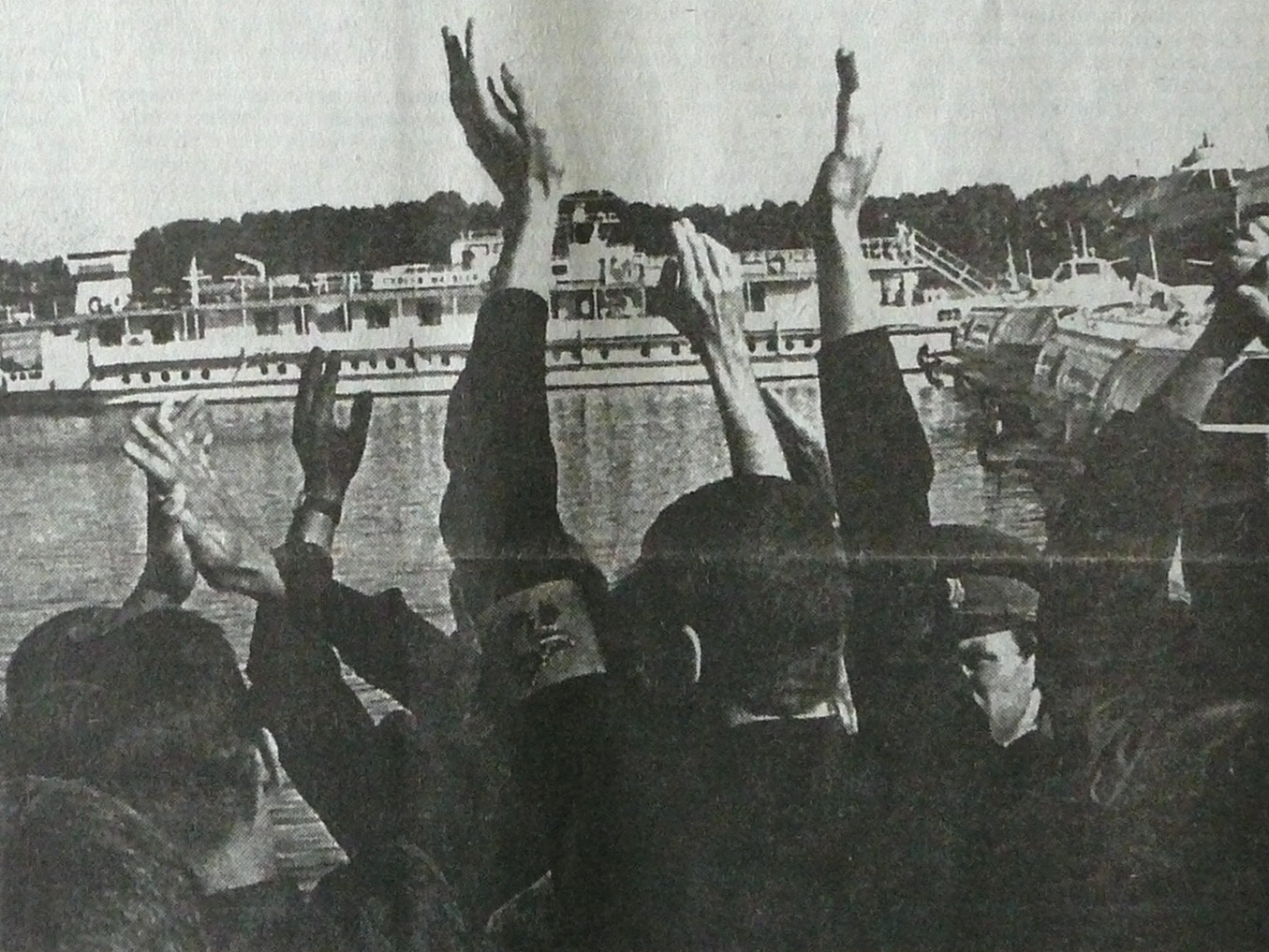
Акция «опричников» в казанском речном порту 13 августа 1993 г. во время встречи теплохода с С. З. Умалатовой и С. Н. Тереховым

По свидетельству казанской прессы,  «опричники» впервые открыто заявили о себе 13 августа 1993 г., когда «в Казань на теплоходе с агитационной целью прибыли лидеры российских коммунистов: подполковник Станислав Терехов – председатель «Союза офицеров» и Сажи Умалатова – председатель «постоянного Президиума Съезда народных депутатов СССР».
«Необычность посещения заезжим знаменитостям, – отмечал журналист В. В. Курносов, – придала охрана – молодые ребята в чёрных рубашках с красными повязками на левой руке».
В 1999 г. фотографию встречи с подписью: «Фашистов в Татарстане нет, зато опричники были...», – поместила на своих страницах казанская газета «Время и Деньги».

## Идеология, руководители
Главным вдохновителем создания и руководителем «Опричного двора» являлся местный деятель национал-радикального толка, бывший пастор баптистской церкви Михаил Юрьевич Глухов (род в 1960 г.).
Сама организация рассматривалась им в качестве элитного политического подразделения, члены которой – «опричники» – должны были составить идеологическое ядро будущей «Национал-социалистической русской рабочей партии».
В качестве эмблемы члены «Опричного двора» использовали изображение отличительного атрибута опричного войска русского царя Ивана IV Васильевича Грозного – «собачьей головы и метлы», размещавшееся на красной нарукавной повязке. Собачья голова с раскрытой пастью символизировала готовность выгрызать внутреннюю измену в лице режима Б. Н. Ельцина и его сторонников – коррумпированных чиновников, преступников и «псевдодемократов», а метла – намерение вымести из России иностранных оккупантов.
«Опричники» выступали за установления в стране «нового порядка», основанного на национально-государственной диктатуре и военно-полицейской дисциплине, за жёсткий государственный контроль над экономикой, высказывались в поддержку армии, правоохранительных органов и органов государственной безопасности, а также декларировали особые симпатии в отношении рабочих.

## Состав организации
В организацию входили, главным образом, лица молодого возраста.
«В основном, – подчёркивал М. Ю. Глухов в данном им в августе 1993 г. В. В. Курносову интервью, – мы работаем с рабочими, студенческой и учащейся молодёжью, военными, милицией, армией, КГБ, частично – с директорским корпусом, предпринимателями». 

## Прекращение деятельности
В беседе М. Ю. Глухова с журналистом Артёмом Карапетяном, запись которой была опубликована 26 января 1994 г. в газете «Известия Татарстана», лидеру казанских «опричников» был задан следующий вопрос: «Вы объявили в своё время через прессу о создании собственной партии "Опричный двор". Где она, что с ней, ведь, по идее, партия - это и есть та самая сила, которая стоит за вождём?». На это М. Ю. Глухов ответил следующее:
Жизнь показала, что сегодня для политической победы не обязательна партия, достаточно иметь мобильную работоспособную группу поддержки. Такая группа у меня есть. Это люди, которые могут заниматься повседневной, текущей работой.
С созданием в июне 1994 г. в городе Казани «Национал-социалистической русской рабочей партии» «Опричный двор» прекратил своё существование в качестве самостоятельной организации.